# Богословская железная дорога
Богословская железная дорога — железная дорога в Российской империи, построенная на средства частного капитала — Богословского горнозаводского акционерного общества. В настоящее время линия относится к Свердловской железной дороге.

## История
- Построена в 1904—1906 гг.
- В 1919 г. вошла в состав Пермской ж. д. По другим сведениям с 1917 по 1935 г. — самостоятельная Богословско-Сосьвинская ж. д.; присоединена к Пермской ж. д. в июне 1935 г.
- С 1937 г. железная дорога имени Л. М. Кагановича, которая в 1944 г. была разделена на Пермскую и Свердловскую железные дороги. Электрифицирована в конце 1940-х гг.
- Богословская железная дорога на современной сети железных дорогС 1953 г. по настоящее время — Свердловская ж. д.

## Станции
- Гороблагодатская (город Кушва)
- Кушва (город Кушва)
- Благодать (город Кушва)
- Верхняя (город Верхняя Тура)
- Выя (посёлок Большая Выя)
- Платина (посёлок Платина)
- Карелино (село Карелино)
- Косолманка (посёлок Косолманка)
- Верхотурье (посёлок Привокзальный)
- Ляля (город Новая Ляля)
- Лобва (посёлок Лобва)
- Надеждинск (город Серов)
- Воронцовка (город Краснотурьинск)
- Богословск (город Карпинск)

## Инженерные сооружения

### Мосты
- через р. Тура
- через р. Ляля